# Тугова Гора
Тугова Гора — посёлок в южной части Ярославля, образовавшийся вокруг древней церкви на Туговой горе. Состоит из нагорной и подгорной частей.

## История
Тугова гора — старинное название надпойменного холма, на котором в 1257 году произошла битва дружины ярославского князя Константина Всеволодовича с монголо-татарским войском. Убитые в этой кровавой битве воины были погребены на холме, их родственники долгое время приходили сюда тужить об убитых. Эта «туга» или скорбь и дала горе такое название.

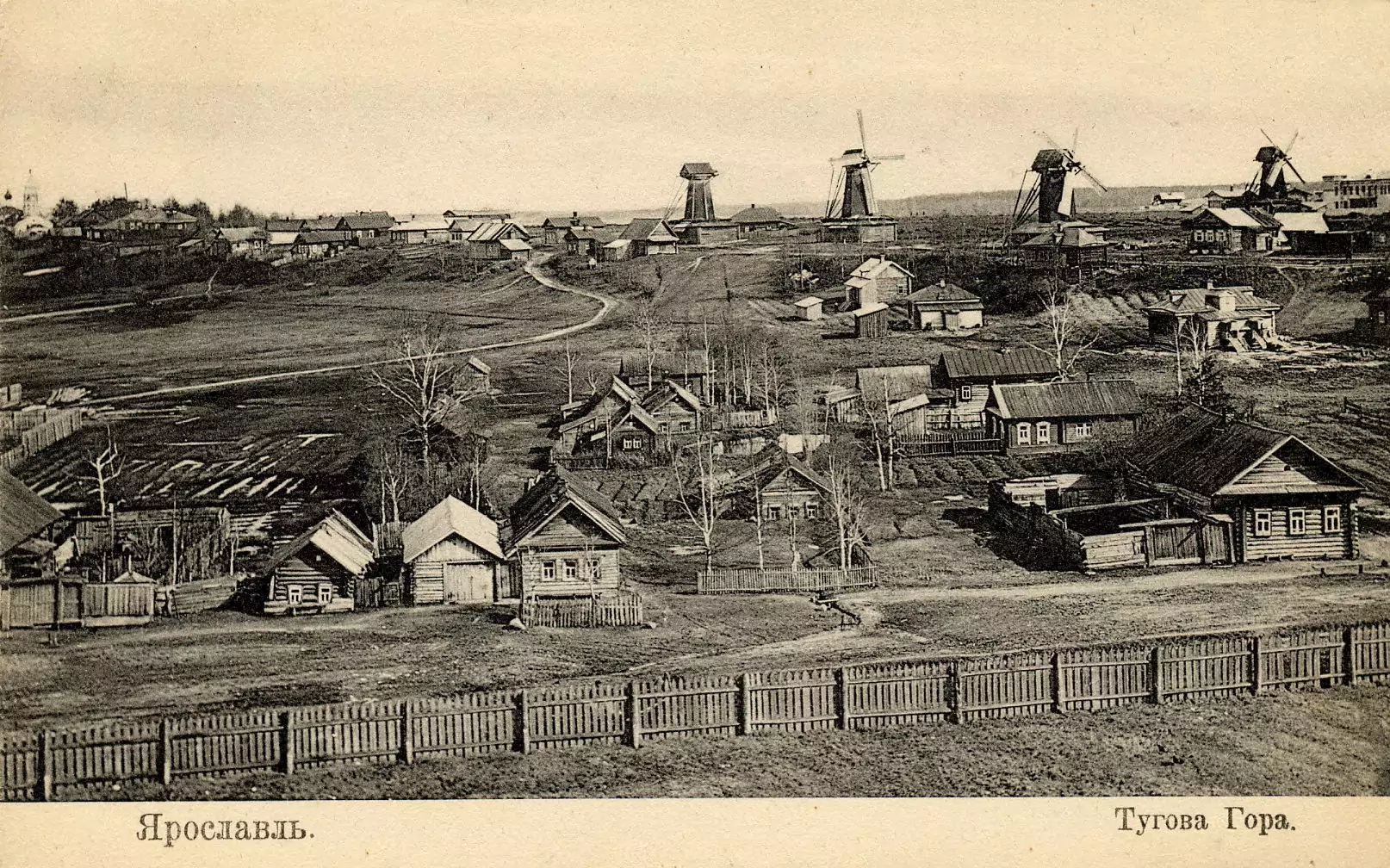
Вид на Тугову гору, 1901 г.

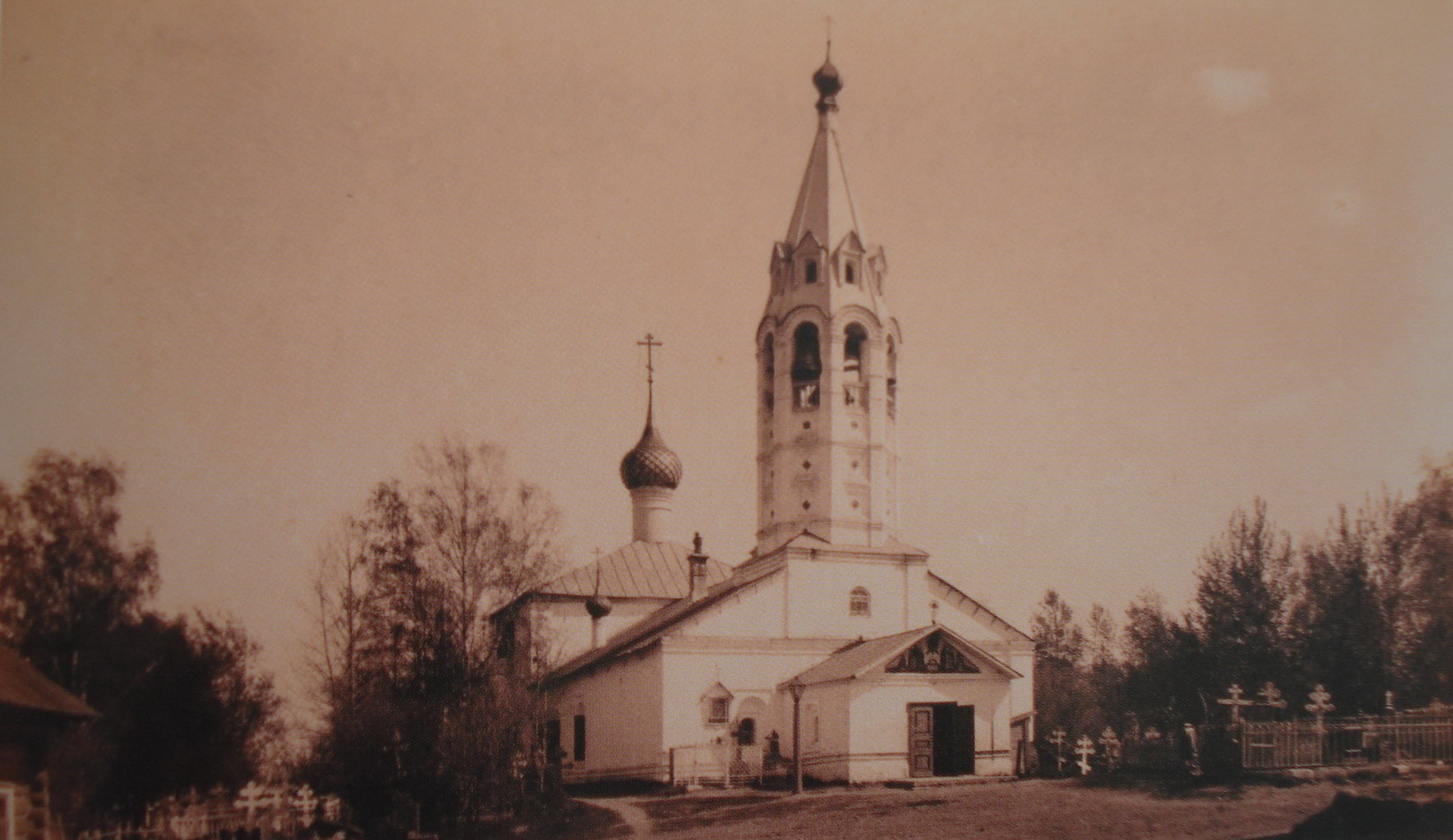
Пятницкая церковь в конце 19 века

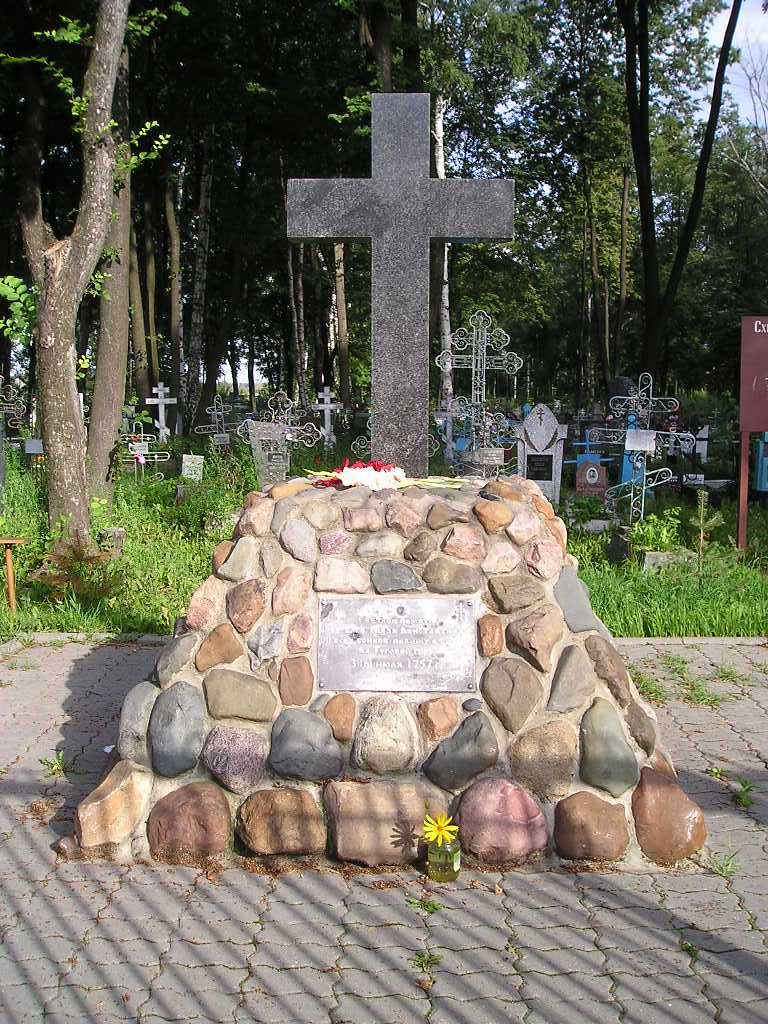
Крест в память о русских воинах, павших в битве с ордынцами

В память о погибших на Туговой горе была воздвигнута часовня. Не позже XVI века на холме выстроили церковь, которую не раз перестраивали. Последний деревянный храм был построен в 1662 году на средства прихожан из Ямской слободы и освящён во имя святых Флора и Лавра. В 1692 году вместо обветшавшей деревянной была построена каменная церковь во имя Параскевы Пятницы с приделом Благовещения Богородицы. Этот храм и древнее Туговское кладбище сохранились и поныне.
До второй половины XVIII века в селе проживали только священник и церковнослужители. Затем село стало расти, на холме строились многочисленные мукомольные мельницы. С 1772 года Туговское кладбище стало одним из трёх, разрешенных городскими властями (вместе с Владимирским и Тверицким).
К концу XVIII века граница города вплотную приблизилась к Туговой Горе. Первые улицы села получили названия Нагорная (вела на гору, к церкви), Подгорная (проходила под горой) и Полевая (проходила по полю).
В 1891 году в селе открыта школа. Рядом с церковью на средства Г. С. Горского (брата архиепископа Иоанникия) открыта богадельня.
До начала XX века село было в состав Крестобогородской волости Ярославского уезда. В 1923 году Тугова Гора включена в состав города. Северно-восточная часть посёлка получила официальное название Нацменовский посёлок, в связи с тем, что сюда селили представителей нацменьшинств. Часть Нагорной улицы переименовали в Базарную, часть Подгорной — в Запрудную, Полевую — в 1-ю Полянскую. В нагорной части посёлка появились улицы Верхняя и Горная, в подгорной — Заовинная, Туговская, Зелёная, 2-я Полянская, Малая Луговая, Татарская и Татарский переулок.
В 1937 году Пятницкая церковь была закрыта, в ней устроен склад, колокольня разрушена. В 1939 году в посёлке построено новое здание для школы (до 1950-х в ней обучались только девочки).
В 1941—1943 годах в здании школы № 54 размещался эвакогоспиталь № 1185, в 1943—1945 годах — эвакогоспиталь № 3620.
В 1954 году в Нацменовском посёлке построена вспомогательная школа № 45 (для умственно отсталых детей). В 1960 году на Туговой Горе построен детский сад (№ 157).
В 1991 году Пятницкая церковь была возвращена верующим и отремонтирована. В том же году расформировали школу № 54, в её здании разместили вечернюю школу № 22. В начале 2000-х из-за аварийного состояния школу закрыли, с тех пор здание заброшено.

## География
Посёлок расположен в южной части Ярославля. С западной стороны граничит с Ямской Слободой, с северной — с посёлком Тропино, с восточной — с посёлком Коровники, с южной ограничен железнодорожной веткой к станции Ярославль-Пристань.

## Памятники
- Жертвам блокады Ленинграда
- Братская могила умерших в госпиталях в городе Ярославль
- Погибшим в катастрофе на баркасе «Четвёртый» в 1933 году
- Князю Константину и воинам, павшим в битве на Туговой горе в 1257 году